# Beosus maritimus

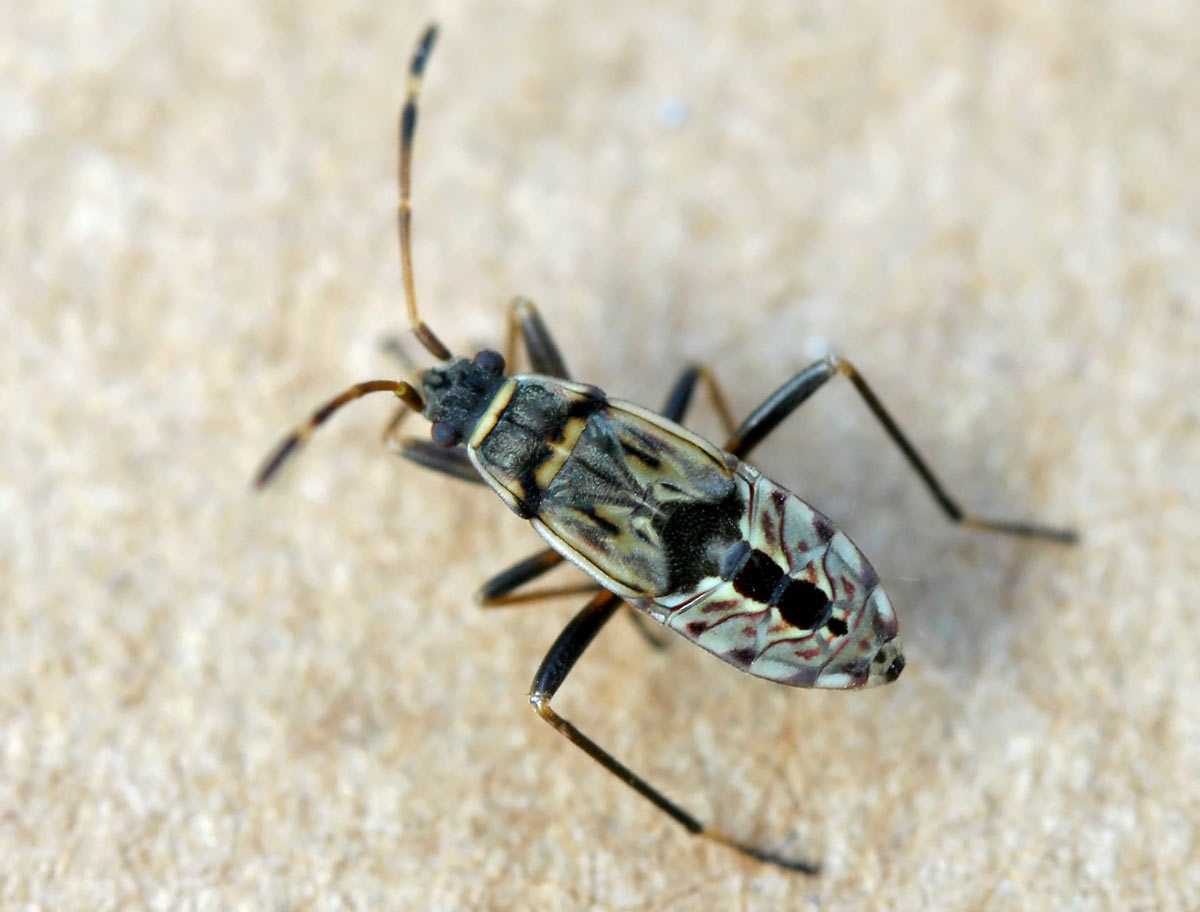
Nymphe

Beosus maritimus ist eine Wanze aus der Familie der Rhyparochromidae.

## Merkmale
Die Wanzen werden 6,1 bis 7,5 Millimeter lang. Sie haben auffällige weiße Flecken auf dem Cuneus der Hemielytren und zwei parallel liegende blasse Flecken auf dem ansonsten dunklen Schildchen (Scutellum). Die Vorderseite des Pronotums ist schmäler als der Kopf samt Facettenaugen. Die Spitzen der Schenkel (Femora) der mittleren und hinteren Beine sind breit schwarz gefärbt. Das vierte Fühlerglied ist basal blass gefärbt.

## Verbreitung und Lebensraum
Die Art ist im gesamten Mittelmeerraum, östlich über Kleinasien bis zum Kaukasus verbreitet. Im Norden reicht die Verbreitung in den Süden Großbritanniens und über den südlichen Ostseeraum bis ins Zentrum von Russland. Sie kommt in Deutschland fast überall vor und ist nur im Norden und Nordwesten selten und kann lokal fehlen. Im Süden, wie etwa in den südwestdeutschen Sandgebieten ist sie teilweise häufig. In Österreich ist sie vor allem im Osten verbreitet. In Großbritannien kommt sie lokal im Süden Englands und in Wales zwischen Essex und Pembrokeshire vor. Besiedelt werden überwiegend offene, trockene, warme Sandböden mit  Bodenstreu und niedrigem Bewuchs, aber auch Ruderalflächen und Brachen.

## Lebensweise
Die Tiere ernähren sich von auf den Boden gefallenen Samen verschiedener Pflanzenarten. In ihren Lebensräumen wachsen häufig Besenheide (Calluna vulgaris), Besenginster (Cytisus scoparius) oder Feld-Beifuß (Artemisia campestris). Nur selten klettern die Imagines auf krautige Pflanzen oder sogar Gehölze. Wie auch bei den meisten anderen Rhyparochrominae entwickelt sich eine Generation im Jahr, findet die Überwinterung als Imago in der Bodenstreu statt und treten die Imagines der neuen Generation ab etwa August auf.

## Belege